# Hiéroglyphe égyptien O20

Coffret à ouchebti de Djehutyhotep dit de style per-nou. Nouvel Empire; musée égyptologique de Turin

Le sanctuaire de Basse-Égypte, en hiéroglyphes égyptiens, est classifié dans la section O « Bâtiments, parties de bâtiments etc. » de la liste de Gardiner ; il y est noté O20.

## Représentation
Il représente la Maison du Noun (Pr-nw) ou la Maison des Flammes (Pr-nsr) temples nationaux prédynastiques de Basse-Égypte situés à Bouto, respectivement à Dep et à Pé. Ils furent les prototypes des sanctuaires de Basse-Égypte. 

## Utilisation
C'est un déterminatif du champ lexical du sanctuaire,
| pr · nw | O20 |

| pr · nw | O20 |

| pr · Z1 | n · F20 | z · r | O20 |

| pr · Z1 | n · F20 | z · r | O20 |

| i | t · r · t | O20 | M16 |

| i | t · r · t | O20 | M16 |

« conclave de Basse-Égypte (rangée de sanctuaire de Basse-Égypte visible lors de la fête-Sed) ». Voir aussi un nom collectif désignant les dieux de Basse-Égypte.
| O19 |

| O19 |

## Exemples de mots
| Hr · r | t · O20 |

| Hr · r | t · O20 |

| x · xm | m | O20 |

| x · xm | m | O20 |

| sn | sn | sn | n · t · O20 |

| sn | sn | sn | n · t · O20 |